# Omega (North Hollywood)
Omega is historisch merk van motorfietsen.
Ken Kay Distributing Co., North Hollywood, California.
Aan het adres zou je zeggen dat het hier een Amerikaans merk betreft, maar deze Omega’s waren in feite Kawasaki’s die door de Amerikaanse importeur in de jaren zestig van een andere merknaam werden voorzien.
- Er waren nog meer merken met de naam Omega, zie Omega (Brussel) - Omega (Bradshaw) - Omega (Coventry) - Omega (Frankrijk) - Omega (Wolverhampton).